# Diana Hartog
Diana Hartog (* 25. Oktober 1942 in Palo Alto, Kalifornien) ist eine aus den Vereinigten Staaten stammende kanadische Dichterin und Schriftstellerin, die mit ihrem ersten Gedichtband, Matinee Light (1983), den „Gerald Lampert Award“ und 1987 den Dorothy Livesay Poetry Prize für ihre Gedichtsammlung Candy from Strangers gewinnen konnte.

## Leben
Diana Hartog wurde als Diana Lane, Tochter der Eheleute Mary Robin Lane (* 24. Oktober 1910; † 8. Februar 2004) und Charles W. Lane († Juli 2000), geboren. Ihre Mutter soll in jungen Jahren eine Kolumne für eine Tageszeitung in Sonara geschrieben und für eine lokale Radiostation gearbeitet haben.
Die Schriftstellerin berichtete 2003 in einer Kurzgeschichte über ihre ersten Kontakte mit der Literatur. Die Herausgeber des Brick-Magazines hatten die Idee, zur Feier des neuen Jahrtausends angesehene englischsprachige Autoren um kurze Essays über ihr favorisiertes und verlorenes klassisches Buch zu bitten. Michael Ondaatje war der Herausgeber und Diana Hartog war eine der Schriftstellerinnen neben unter anderem Margaret Atwood, Helen Garner, David Malouf, Jeffrey Eugenides, John Irving, Edmund White, Bill Richardson und Eden Robinson, die ihre persönlichen Erinnerungen preisgab. In Quest for Sita beschrieb sie, dass in der dünnen Hausbücherei ihrer Kindheit der 1950er Jahre keine historischen Werke, keine Romane, noch nicht einmal Reader’s Digest Condensed vorhanden gewesen seien, aber ausgerechnet die erotisch-mystische Liebesgeschichte Quest for Sita aus Indien hätte den Weg in die Hausbibliothek gefunden. Gerade diese Mischung von Mysterien und sexuellen Abbildungen hätten sie seit dem sechsten Lebensjahr als „ihr Geheimnis“ begleitet. Da ihre Mutter stets jede liebevolle Annäherung ihres Vaters abgewehrt habe und sie ihren Vater nichts anderes als eine Tageszeitung lesen sah, war der Ursprung des Bändchens unklar. Als sie von Sonora fortzog, nahm sie das Buch mit. An der Universität in San Francisco verlieh sie es auf Bitten ihrer ersten großen Liebe, der jedoch mitsamt dem Buch eines Tages aus ihrem Leben verschwand, als er aufgrund politischer Probleme seinen Namen änderte und untertauchte. Sie erfuhr später, dass es die kurze Prosafassung des epischen Gedichts Ramayana war und die Zeichnungen von Mervyn Peake stammten: „Elegant and erotic, they awakend me to their own mystery, and further, to the mystery of the surrounding words.“ – „Elegant und erotisch, erweckten sie mir gegenüber ihr eigenes Mysterium, und später, gegenüber dem Mysterium der sie umgebenden Wörter.“
1970 zog die zukünftige Schriftstellerin mit ihrem Ehemann Michael Hartog von Kalifornien nach British Columbia, Kanada, wo sie später auch die kanadische Staatsbürgerschaft erhielt und heute in der ländlichen Umgebung von New Denver wohnt. An einem Berghang bewohnt sie ein Studio mit Blick über ein Seepanorama, wo ihre Gedichte und Geschichten entstehen. Im Winter wohnt sie regelmäßig in Santa Cruz, Kalifornien.
In ihrer dichterischen Findungsphase machte Naked Poems (1965) von Phyllis Webb einen besonderen Einfluss auf ihr späteres Werk aus. Dieser Einfluss ist jedoch auch für andere kanadische Autoren belegt: George Bowering, Douglas Barbour, Roy Kiyooka, Daphne Marlatt, bp Nichol, Michael Ondaatje, Stephen Scobie, Sharon Thesen und Lola Lemire Tostevin.
Bereits ihre erste Gedichtsammlung, Matinee Light (1983), gewann den „Gerald Lampert Award“ und 1987 konnte sie den zu den BC Book Prizes gehörenden „Dorothy Livesay Poetry Prize“ für ihren Gedichtband Candy from Strangers erringen. Die bevorzugte schriftstellerische Form Hartogs ist das Gedicht, wobei sie sich gerne mit der asiatischen Dichtkunst, wie zum Beispiel dem Haiku, beschäftigt. Hier ist sie auch als Herausgeberin japanischstämmiger Kanadier hervorgetreten.
Mit der mit ihr befreundeten Sharon Thesen hat sie einen gemeinsamen Gedichtband veröffentlicht, woraufhin auch beide zusammen Paulette Jiles 1988 in The Malahat Review von Constance Rook vorgestellt und interviewt wurden.
Eine ihrer Kurzgeschichten stand auf der Shortlist des Journey Prize und ihr erster historischer Roman The Photographer's Sweethearts (1996) erregte in Nordamerika einiges Aufsehen. In dem Buch beschreibt sie in einer geradezu literarischen Analyse von Pädophilie, wie Anfang des 20. Jahrhunderts der junge dänische Fotograf Louie Olsen nach Kalifornien einwandert und über seine Fotografie Zugang zu Kindern gewinnt, die er missbraucht. Dabei suggeriert sie zunächst, dass es sich bei der Beschreibung um einen wahren Fall handelt, um dies später wieder zu verneinen. Das Buch wurde überwiegend von der Kritik gelobt, auch wenn manche Rezensenten beklagten, dass sie in ihrem Erklärungsversuch (Olson scheint selbst ein Missbrauchsopfer in seiner Kindheit gewesen zu sein) und ihrer Verurteilung nicht weit genug gehe.
Ihre Nichte Sarah Lane regte sie durch ihre Gedichte Tiny Black Periods zum Schreiben an, die dieses Gedichtbändchen auf dem Speicher ihrer Großeltern in Kalifornien fand.

## Werk
Lyrik
- Matinee Light. Coach House Press, Toronto 1983, ISBN 978-0-88910-256-9.
- Candy From Strangers. Coach House Press, Toronto 1986, ISBN 978-0-88910-287-3
- Sleeves : seven poems. (= International poetry series (London, England), no. 24.) Northern Lights, London 1988.
- Diana Hartog & Sharon Thesen: The Pangs of Sunday. Toronto 1990.
- Polite to Bees: A Bestiary. Coach House Press, Toronto 1992.
- Ink Monkey. Brick Books, London, Ontario 2006, ISBN 978-1-894078-50-4[18][19]

Kurzgeschichten
- The wrung neck of a swan. Two Small Bears Books / Mainline Graphics, Silverton, B.C. 1991, ISBN 978-0-9695860-0-5
- No Hippies Allowed. Laughing Raven Press, Silverton, B.C. 1994, ISBN 978-1-896157-00-9. (mit autobiografischen Elementen)

Romane
- The Photographer's Sweethearts. Overlook Press, Woodstock N.Y. 1996, ISBN 978-0-87951-646-8.

Als Herausgeberin
- Diana Hartog / Dee Evetts / American Haiku Archives: Night of the meteors. Slocan Valley, B.C 1986.

## Auszeichnungen und Nominierungen
- 1983: Gerald Lampert Award für Matinee Light
- 1987: Dorothy Livesay Poetry Prize für Candy from Strangers
- 1992: Shortlist: Dorothy Livesay Poetry Prize für Polite to Bees: A Bestiary
- o. J.: Shortlist Journey Prize
- o. J.: zweiter Platz für Lyrik bei einer CBC literary competition[20]